# Marcin Ernastowicz
Marcin Ernastowicz (ur. 31 lipca 1997 w Gostyniu) – polski siatkarz, grający na pozycji przyjmującego. 
W 2021 roku ukończył studia w Akademii Wychowania Fizycznego w Katowicach na kierunku Zarządzanie Sportem.

## Siatkówka plażowa
30 lipca 2014 z Jackiem Zemnickim zostali Mistrzami Polski Kadetów w siatkówce plażowej. Zawody rozegrane zostały w Obornikach Śląskich w ramach Ogólnopolskiej Olimpiady Młodzieży.
13 lipca 2016 we Wrześni wraz z Jędrzejem Gruszczyńskim zostali Mistrzami Polski Juniorów w siatkówce plażowej.

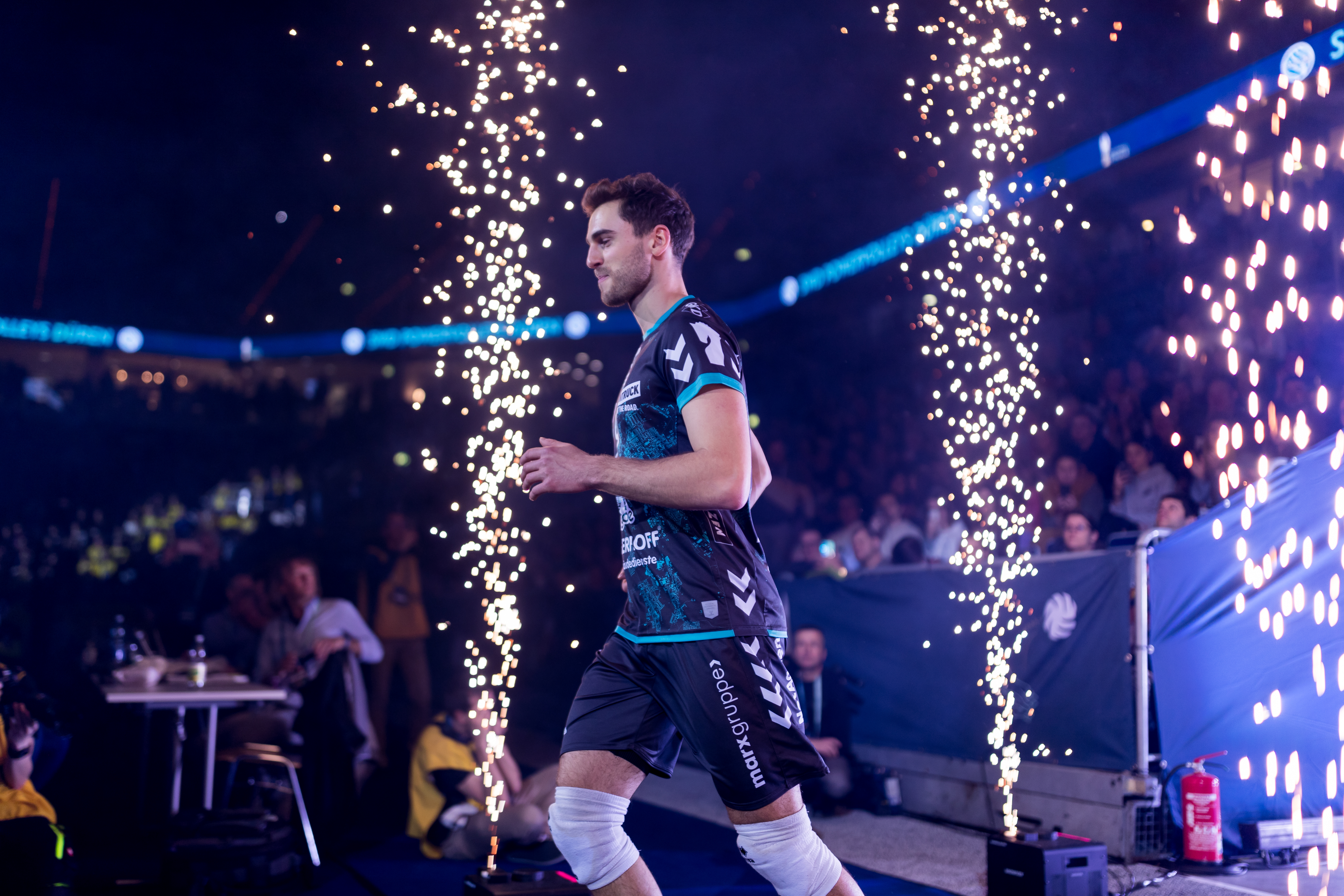
Marcin Ernastowicz przed rozpoczęciem finału Pucharu Niemiec 2022/2023 w barwach klubu SWD Powervolleys Düren

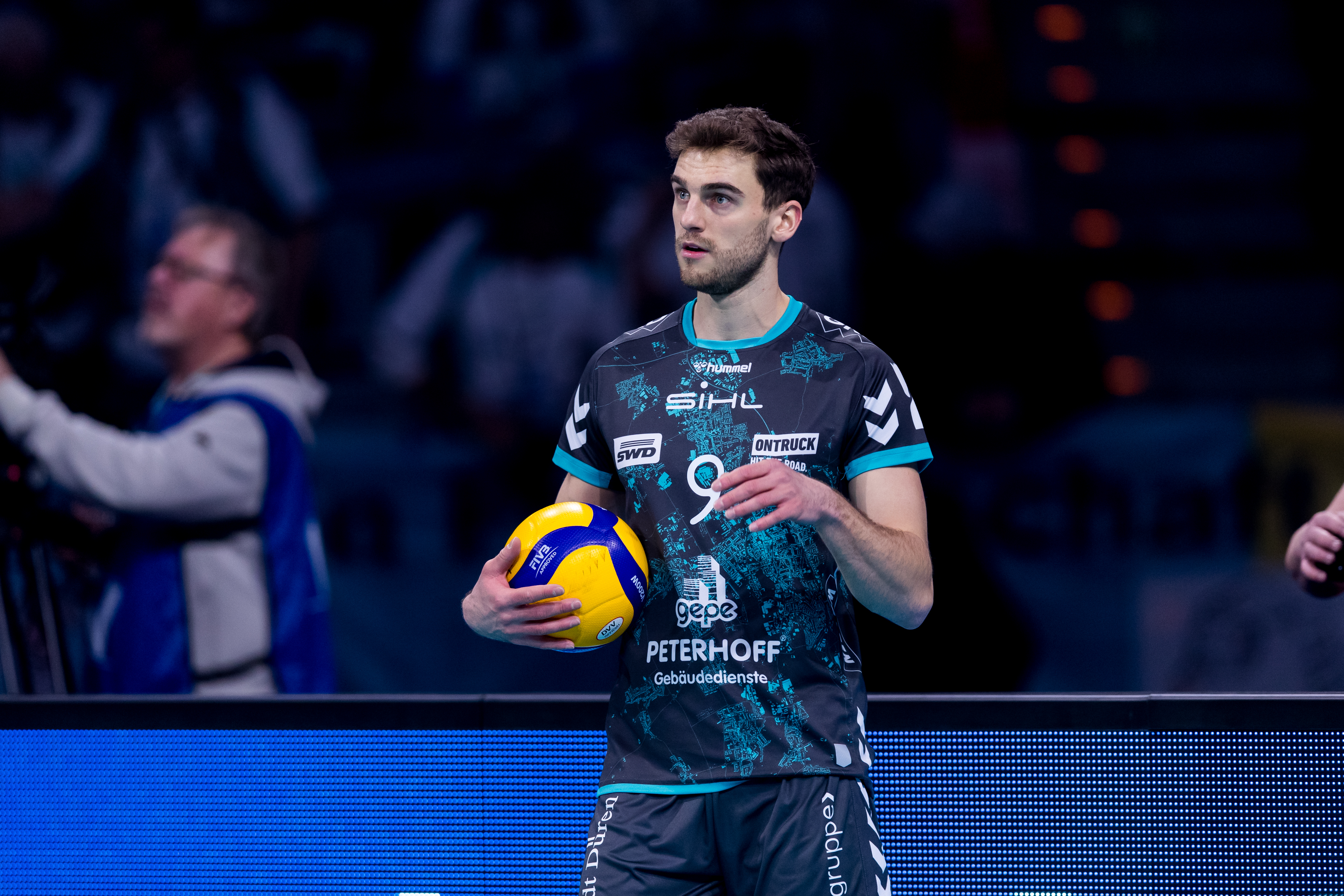
Marcin Ernastowicz zawodnikiem SWD Powervolleys Düren w sezonie 2022/2023

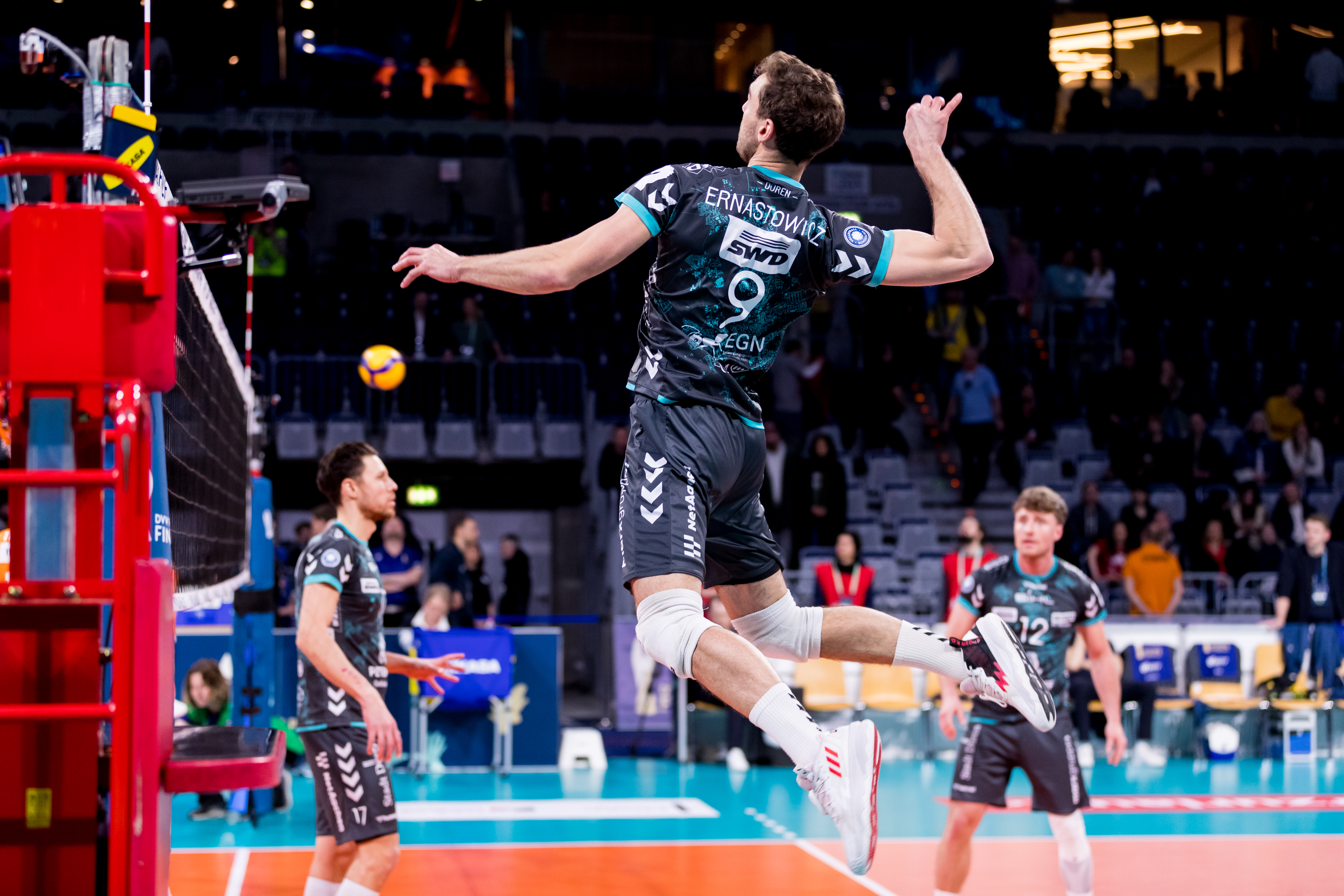
Marcin Ernastowicz podczas wykonywania ataku na rozgrzewce w finale Pucharu Niemiec 2022/2023 w barwach klubu SWD Powervolleys Düren

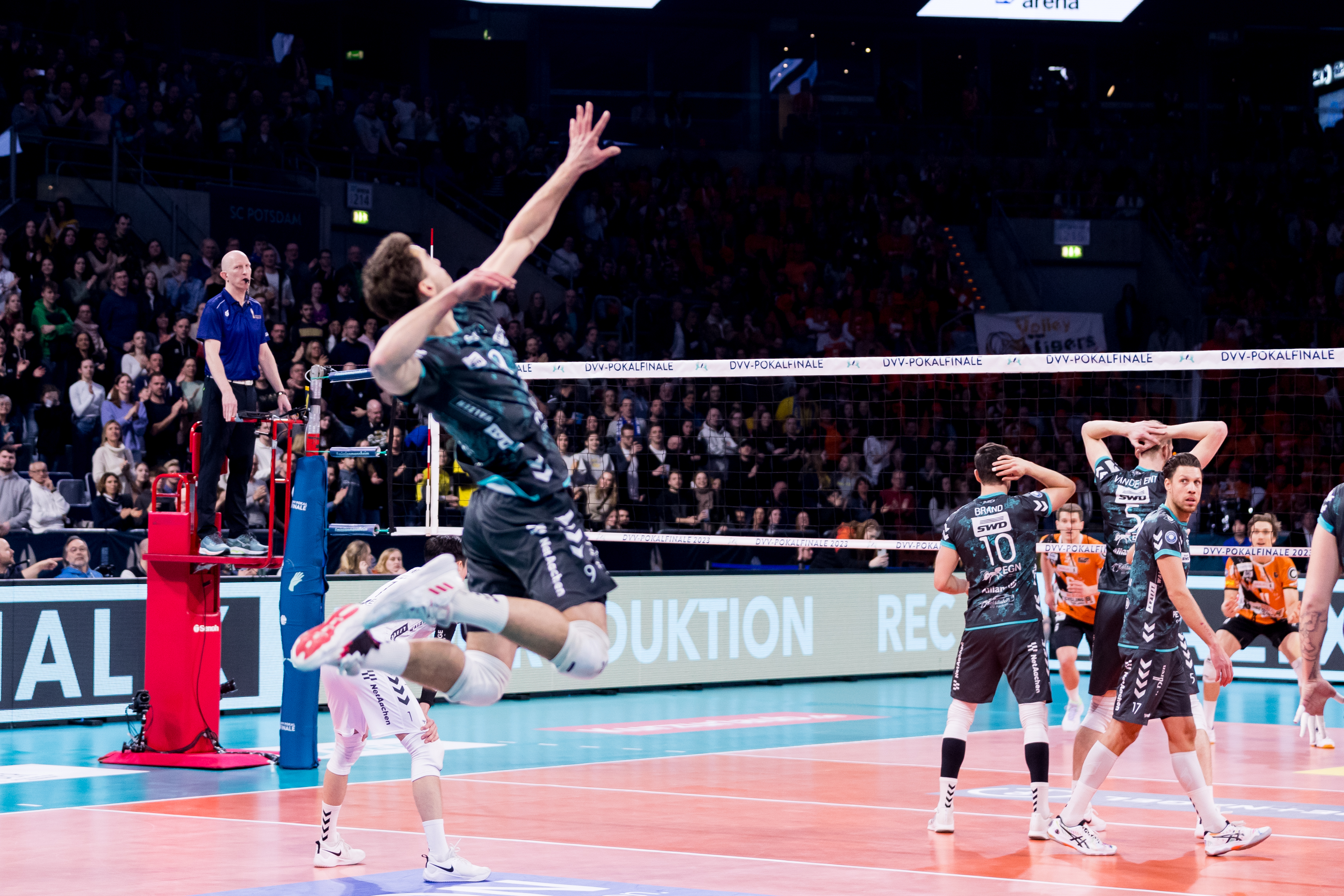
Marcin Ernastowicz podczas wykonywania zagrywki w finale Pucharu Niemiec 2022/2023 w barwach klubu SWD Powervolleys Düren

## Przebieg kariery
| Lata              | Klub                            |                   |                   |                   |                   |                   |                   |                   |                   |                   |
| Kariera juniorska | Kariera juniorska               | Kariera juniorska | Kariera juniorska | Kariera juniorska | Kariera juniorska | Kariera juniorska | Kariera juniorska | Kariera juniorska | Kariera juniorska | Kariera juniorska |
| ----------------- | ------------------------------- | ----------------- | ----------------- | ----------------- | ----------------- | ----------------- | ----------------- | ----------------- | ----------------- | ----------------- |
|                   | Kaniasiatka Gostyń              |                   |                   |                   |                   |                   |                   |                   |                   |                   |
| 2013–2016         | Jastrzębski Węgiel (Młoda Liga) |                   |                   |                   |                   |                   |                   |                   |                   |                   |
| Kariera seniorska |                                 |                   |                   |                   |                   |                   |                   |                   |                   |                   |
| 2016–2018         | Jastrzębski Węgiel              |                   |                   |                   |                   |                   |                   |                   |                   |                   |
| 2018–2020         | TV Schönenwerd                  |                   |                   |                   |                   |                   |                   |                   |                   |                   |
| 2020–2024         | SWD Powervolleys Düren          |                   |                   |                   |                   |                   |                   |                   |                   |                   |
| 2024–             | Tinet Prata di Pordenone        |                   |                   |                   |                   |                   |                   |                   |                   |                   |

## Sukcesy klubowe

### młodzieżowe
Mistrzostwa Polski Kadetów:
- 2014

Mistrzostwa Polski Juniorów:
- 2015
- 2016

Młoda Liga:
- 2016

### seniorskie
Liga polska:
- 2017

Liga szwajcarska:
- 2019